# Olivia (Minnesota)
Olivia é uma cidade localizada no estado americano de Minnesota, no Condado de Renville.

## Demografia
Segundo o censo americano de 2000, a sua população era de 2570 habitantes.
Em 2006, foi estimada uma população de 2461, um decréscimo de 109 (-4.2%).

## Geografia
De acordo com o United States Census Bureau tem uma área de
6,0 km², dos quais 6,0 km² cobertos por terra e 0,0 km² cobertos por água. Olivia localiza-se a aproximadamente 330 m acima do nível do mar.

## Localidades na vizinhança
O diagrama seguinte representa as localidades num raio de 24 km ao redor de Olivia.